# 杜賓基 (沙爾霍羅德區)
48°40′45″N 28°10′24″E / 48.67917°N 28.17333°E
杜賓基（烏克蘭語：Дубинки），是烏克蘭的村落，位於該國西南部文尼察州，由日梅林卡區負責管轄，面積1.54平方公里，海拔高度267米，2001年人口63，人口密度每平方公里40.91人。